# Observatorium Tusculanum
Observatorium Tusculanum var ett danskt observatorium grundat 1704 av Ole Rømer i Vridsløsemagle, nuvarande Høje-Tåstrups kommun. Efter Rømers död år 1710 fortsatte hans elev Lauritz Th. Schiwe observationerna från observatoriet. 
Schiwe dog 1711 och observatoriet förföll.
Under 1900-talet gjordes flera försök att lokalisera platsen för observatoriet men det lyckades först år 1978 när man fann siktlinjer i ett anonymt dokument från 1765.
En utgrävning av platsen ägde rum efter att den hade lokaliserats. Området är kulturskyddat och kan besökas från det närliggande Kroppedal Museum.
Namnet Tusculanum härstammar från Ciceros sommarvilla i Tusculum utanför Rom.